# Budča
Budča – wieś (obec) na Słowacji położona w kraju bańskobystrzyckim, w powiecie Zwoleń. Pierwsze wzmianki o miejscowości pochodzą z roku 1254.
Według danych z dnia 31 grudnia 2012, wieś zamieszkiwały 1273 osoby, w tym 646 kobiet i 627 mężczyzn.
W 2001 roku rozkład populacji względem narodowości i przynależności etnicznej wyglądał następująco:
- Słowacy – 96,42%
- Czesi – 0,55%
- Morawianie – 0,09%
- Romowie – 2,21%

Ze względu na wyznawaną religię struktura mieszkańców kształtowała się w 2001 roku następująco:
- Katolicy rzymscy – 63,97%
- Grekokatolicy – 0,28%
- Ewangelicy – 17,37%
- Husyci – 0,09%
- Ateiści – 12,87%
- Nie podano – 4,23%